# 李德逸
李德逸（?—?），平原郡（郡治安德县，今山东省德州市陵城区）人，隋末民变平原起义领袖。
在隋末农民起义的高潮中，李德逸领导农民起义。隋炀帝大业九年（613年）正月二十，李德逸聚众数万，活跃于山东地区。称“阿舅贼”，劫掠山东。农民起义往往聚散无常，刘霸道众散后，李德逸聚众仍沿用“阿舅”名号。